# Remt Lambert Buringh
Remt Lambert Buringh (1899-1985) was landbouwer in Zuidbroek in de Nederlandse provincie Groningen en tussen 1941 en 1945 actief in de Nederlandsche Oost Compagnie (NOC).  
Buringh was overtuigd nationaalsocialist en vanaf 1933 lid van de NSB. In de jaren dertig was hij actief bij landontginningsprojecten van de Heidemij. Met politieke propaganda hield hij zich naar eigen zeggen niet bezig. 
In 1941 werd hij lid van de Nederlandsche Volksdienst. Hij trad in dienst van de NOC en was bestuurder van de Commissie tot uitzending van landbouwers naar Oost-Europa (Culano), die zich bezig hield met het rekruteren van Nederlandse kolonisten voor bezet Oost-Europa. Datzelfde jaar vertrok hij geüniformeerd en gewapend naar Łódź (Polen) en vervolgens naar Wit-Roethenië (nu Belarus). Hier was hij tot oktober 1942 werkzaam als landbouwambtenaar (Bezirkslandwirt) namens de bezetter, waarbij hij toezicht hield op de gedwongen voedselleveranties door de Russische plattelandsbevolking. Zijn lidmaatschap van de NSB had hij opgezegd, maar later werd hij weer lid. Vanaf maart 1943 tot februari 1944 trad hij opnieuw in dienst van de NOC en bekleedde hij een kaderfunctie in Oekraïne als een van de vele Stützpunktleiter bij de voedselvoorziening. Uit een van zijn brieven blijkt dat geweld hierbij niet werd geschuwd.
Na de bevrijding werd Buringh geïnterneerd. Hij moest zich op 15 augustus 1947 voor de Vierde Kamer van het Tribunaal Groningen te Veendam verantwoorden. Ter verdediging voerde hij aan dat hij in dienst van de NOC was getreden om de Nederlandse voedselvoorziening veilig te stellen. Ook suggereerde hij dat hij op goede voet stond met de lokale plattelandsbevolking. Zijn advocaat stelde dat er daarnaast geen belastbare feiten bekend waren. De rechtbank legde geen verdere gevangenisstraf op, maar veroordeelde hem wel tot een boete van fl 7500 en ontzegging uit het actieve en passieve kiesrecht.
Uit de literatuuronderzoek blijkt dat er na de bevrijding weinig onderzoek is gedaan naar de gebeurtenissen aan het Oostfront en dat de verdachten minder streng behandeld werden dan gedetineerden die voor vergelijkbare vergrijpen in Nederland werden veroordeeld.